# دينار سوداني
كان الدينار السوداني عملة السودان بين عامي 1992 و 2007. كان رمز ISO 4217 الخاص بها "SDD" ولم يكن هناك قسم فرعي رسمي. وقد حلت محل الجنيه السوداني الأول وبدوره الجنيه السوداني الثاني.

## التاريخ
تم استبدل الدينار الجنيه السوداني الأول في 8 يونيو 1992 بسعر دينار واحد = 10 جنيهات. في 10 يناير 2007 تم إدخال الجنيه السوداني الثاني بسعر 1 جنية = 100 دينار. وبحسب بنك السودان ، كان الدينار قد توقف عن التداول بعد فترة انتقالية مدتها ستة أشهر. كان يتم قبول الجنيه والدينار كعملة قانونية جنبًا إلى جنب خلال فترة الستة أشهر، ولكن سيتم صرف الشيكات بالجنيه الاسترليني من البنوك التجارية . بدأ بنك السودان بتوزيع العملة الجديدة على البنوك التجارية وأرسل شحنات الأوراق النقدية إلى الجنوب في عام 2007. أصبح الجنيه السوداني الثاني المناقصة القانونية الوحيدة اعتبارًا من 1 يوليو 2007.

## عملات معدنية
تم سك العملات المعدنية بفئات ¼ و ½ و 1 و 2 و 5 و 10 و 20 و 50 دينارًا (يبدو أن أصغر طائفتين قد تم وضعهما على الرف قبل إصدارهما). حدث انخفاض في الحجم، حيث كانت العملات المعدنية 2001-200 أصغر بشكل عام من العملات المعدنية 1994-1999. ويشير مصدر  إلى أنه تم التخطيط لعملة معدنية ثنائية المعدن 50 و 100 دينار ولكن تم تأجيل هذه الخطة بسبب إدخال الجنيه الثاني. انظر أدناه لمزيد من التفاصيل.

## الأوراق النقدية
صدرت الأوراق النقدية بفئات 5 و 10 و 25 و 50 و 100 و 200 و 500 و 1000 و 2000 و 5000 دينار. تم سحب أدنى ثلاث طوائف في 1 يناير 2000 بسبب القلق من أن الملاحظات الجيدة الاستخدام يمكن أن تنشر المرض. كما تم تداول أوراق الجنيه القديمة إلى جانب أوراق الدينار.

## أسعار الصرف التاريخية
المعدل مقابل الدولار الأمريكي 1995 - 2004 . (انظر الأسعار التاريخية)

## روابط خارجية
- الأوراق النقدية للسودان (الدينار السوداني) باللغة الإنجليزية
- الأوراق النقدية للسودان (الجنيه السوداني) باللغة الإنجليزية

قالب:N-start
قالب:N-before
قالب:N-currency
قالب:N-after
|}